# Алгона (Айова)
Алгона (англ. Algona) — город в США, в округе Коссут штата Айова. Население — 5487 человек (2020).

## География
Алгона расположена по координатам 43°04′26″ с. ш. 94°13′48″ з. д. (43.073979, -94.229926). По данным Бюро переписи населения США в 2010 году город имел площадь 11,67 км², из которых 11,63 км² — суша и 0,05 км² — водоёмы.

## Демография
| Год переписи | Нас. |  | %±    |
| ------------ | ---- |  | ----- |
| 1870         | 860  |  | —     |
| 1880         | 1359 |  | 58%   |
| 1890         | 2068 |  | 52,2% |
| 1900         | 2911 |  | 40,8% |
| 1910         | 2908 |  | −0,1% |
| 1920         | 3724 |  | 28,1% |
| 1930         | 3985 |  | 7%    |
| 1940         | 4954 |  | 24,3% |
| 1950         | 5415 |  | 9,3%  |
| 1960         | 5702 |  | 5,3%  |
| 1970         | 6032 |  | 5,8%  |
| 1980         | 6289 |  | 4,3%  |
| 1990         | 6015 |  | −4,4% |
| 2000         | 5741 |  | −4,6% |
| 2010         | 5560 |  | −3,2% |
| 2020         | 5487 |  | −1,3% |

Согласно переписи 2010 года, в городе проживало 5560 человек в 2499 домохозяйствах в составе 1495 семей. Плотность населения составляла 476 человек/км². Было 2711 квартир (232/км²).
Расовый состав населения:
| - 97,2% — белых - 0,7% — азиатов - 0,5% — чёрных или афроамериканцев - 0,1% — коренных американцев |

К двум или более расам принадлежало 1,0%. Доля испаноязычных составляла 1,4% всего населения.
По возрастному диапазону население распределялось следующим образом: 21,9% — лица младше 18 лет, 53,8% — лица в возрасте 18-64 лет, 24,3% — лица в возрасте 65 лет и старше. Медиана возраста жителя составила 46,2 лет. На 100 человек женского пола в городе приходилось 90,5 человек; на 100 женщин в возрасте от 18 лет и старше — 88,1 мужчин также старше 18 лет.
Средний доход на одно домашнее хозяйство составил 57 627 долларов США (медиана — 50 512), а средний доход на одну семью — 70 043 доллара (медиана — 63 727). Медиана доходов составляла 48 021 доллар для мужчин и 34 071 доллар для женщин. За чертой бедности находилось 7,4% лиц, в том числе 13,5% детей в возрасте до 18 лет и 3,5% лиц в возрасте 65 лет и старше.
Гражданское трудоустроенное население составляло 2759 человек. Основные области занятости: образование, здравоохранение и социальная помощь — 26,9%, производство — 17,7%, розничная торговля — 10,7%, сельское хозяйство, лесничество, рыбалка — 8,5%.